# Syaharani
Syaharani, właśc. Saira Syaharani Ibrahim (ur. 27 lipca 1971 w Batu) – indonezyjska piosenkarka jazzowa.
Współpracowała z artystami takimi jak Iwan Fals, Dian Pramana Poetra, Fariz RM czy Erwin Gutawa. W 2001 r. reprezentowała Indonezję na North Sea Jazz Festival. Jej dorobek fonograficzny obejmuje trzy albumy solowe: kompilację Love z 1999 r., album Magma z 2002 r. oraz album Syaharani z 2004 r.
Jest częścią projektu nagraniowego Syaharani & Queenfireworks, który ma na swoim koncie nagrody AMI (Anugerah Musik Indonesia) w kategoriach: najlepszy wokalny artysta jazzowy (za Sayang Sayang Sayang, 2011), najlepszy wokalny artysta jazzowy (Merah Jingga Kuning, 2015), najlepszy album jazzowy (za Selalu Ada Cinta, 2015).